# Patologia orale
La patologia orale (o medicina orale o anche stomatologia) è quella branca della medicina che studia gli aspetti clinici, anatomo-patologici e terapeutici delle malattie che interessano la mucosa e le parti molli della cavità orale, nonché i tessuti delle regioni periorali.
In senso ampio, tipicamente in senso accademico, ma non etimologico, include la patologia odontoiatrica, diretta alla diagnosi e al trattamento dei tessuti duri del dente e alle affezioni pulpari.
Nell'approccio convenzionale la patologia orale può essere considerata su base eziologica o patogenetica. Lo studio della disciplina include inoltre la semeiotica del cavo orale, i disordini neuromuscolari della testa e del collo e le manifestazioni orali di patologie sistemiche.

## Etimologia
La Stomatologia (dal greco στόμα, στόματος + λόγος: letteralmente, "studio della bocca") si occupa delle patologie della bocca, cioè delle patologie che colpiscono i tessuti molli del cavo orale.
L'Odontoiatria (dal greco ὀδούς, ὀδόντος + ἰατρεία: "cura del dente"), a rigor di logica, intende solo la terapia relativa all’elemento dentale e null’altro.
Il termine Odontostomatologia (ὀδούς, ὀδόντος + στόμα, στόματος + λόγος) comprende lo studio e la cura delle patologie dei denti e di tutto il cavo orale, tessuti duri e molli compresi.

## Malattie disembriogenetiche della mucosa orale
Denominate anche developmental defects.
Sotto questa definizione si tende a raccogliere una serie di anomalie che non rappresentano, almeno fino a nuove interpretazioni scientifiche, uno stato di malattia, ma quadri clinici suggestivi di una semplice variazione dell'anatomia normale.
- Granuli di Fordyce: sono ghiandole sebacee che si osservano come piccoli puntini giallastri sulla mucosa orale.
- Glossite romboidea mediana
- Leucoedema: si riferisce ad un aspetto bianco spugnoso della mucosa orale del vestibolo della bocca.
- Lingua fissurata o lingua scrotale
- Lingua nera villosa
- Lingua bianca villosa
- Lingua a carta geografica
- Nevo bianco spugnoso: è una placca bianca, vellutata o villosa, congenita, presente sulla mucosa vestibolare di entrambe le guance.

## Infezioni della mucosa orale
La microbiologia orale interessa la diagnosi ed il trattamento delle infezioni orali. Si basa pertanto sull'interpretazione di campioni microbiologici in laboratorio.

### Infezioni da virus
- Virus erpetici
- HIV
- HPV

### Infezioni da batteri
- Actinomicosi
- Gonorrea
- Sifilide
- Tubercolosi

### Infezioni da miceti
- Candidosi orale

## Granulomatosi orofacciali
- Granulomatosi di Wegener
- Malattia di Crohn
- Sarcoidosi
- Sindrome di Melkersson-Rosenthal

## Malattie a genesi immunologica
- Afta o stomatite aftosa ricorrente
- Eritema multiforme
- Lichen planus
- Lupus eritematoso
- Malattia di Lyell
- Pemfigoide
- Pemfigo volgare
- Pemfigo paraneoplastico
- Sindrome di Behçet
- Sindrome di Stevens-Johnson
- Stomatite allergica da contatto

## Condizioni precancerose
La condizione precancerosa è uno stato e/o una malattia sistemica associati ad un aumentato rischio di carcinoma orale: si tratta della presenza di alterazioni orali in uno stato generalizzato, associato ad un rischio significativamente elevato di cancro.
- Stomatite nicotinica
- Lichen planus orale
- Discheratosi congenita
- Epidermolisi bollosa
- Iperplasia verrucosa
- Candidosi cronica iperplastica
- Anemia sideropenica
- Fibrosi orale sottomucosa
- Lupus eritematoso discoide (LED)
- Xeroderma pigmentoso

## Lesioni potenzialmente maligne
Le lesioni potenzialmente maligne sono lesioni dovute ad alterazioni morfologiche dell'epitelio del cavo orale che aumentano la probabilità che si sviluppi un carcinoma.
- Leucoplachia - Lesioni bianche, ipercheratosiche.
- Eritroplachia - Lesioni eritematose
- Cheilite attinica

## Lesioni pigmentate
- Melanosi orale, pigmentazioni focali e diffuse, eritema focale, petecchie.

## Tumori del cavo orale

### Tumori di origine epiteliale

#### Benigni
- Papilloma a cellule squamose

#### Maligni
- Carcinoma della bocca

### Tumori delle ghiandole salivari

#### Benigni
- Adenoma pleomorfo
- Oncocitoma
- Tumore di Warthin (Adenolinfoma)
- Papilloma duttale
- Mioepitelioma

#### Maligni
- Carcinoma adenoido-cistico
- Adenocarcinoma
- Carcinoma mucoepidermoide
- Carcinoma a cellule acinose
- Carcinoma in adenoma pleomorfo (tumore misto maligno)
- Carcinoma indifferenziato

### Tumori dei tessuti molli

#### Benigni
- Fibroma
- Lipoma
- Angioma

#### Maligni
- Sarcoma

### Tumori melanocitici

#### Benigni
- Nevi

#### Maligni
- Melanoma

## Prevenzione nelle lesioni precancerose del cavo orale
Il ruolo rivestito dall'odontoiatra o dal chirurgo maxillo-facciale nella prevenzione dei tumori del cavo orale è fondamentale. La possibilità d'intercettare pazienti potenzialmente candidati a sviluppare una neoplasia nella bocca, fa sì che nello studio odontoiatrico sia d'estrema importanza porre l'attenzione su qualsiasi anomalia riscontrabile, di là dalle normali cure odontoiatriche. La prevenzione è, per il momento, l'arma più importante che il professionista ha a sua disposizione, ed intervenire precocemente è quanto mai imperativo.
Secondo l'OMS (Organizzazione Mondiale della Sanità) la precancerosi è un'alterazione nella quale è più probabile lo sviluppo di un cancro rispetto alla controparte tissutale non coinvolta. Il criterio è eminentemente statistico poiché la trasformazione neoplastica della cellule epiteliale non è prevedibile e l'entità della percentuale di lesioni che degenerano in un tumore maligno può variare in un range molto esteso.
In presenza di precancerosi è d'obbligo che il chirurgo maxillo-facciale o un odontoiatra esegua una biopsia mirando all'escissione completa della lesione inviando all'anatomopatologo il reperto operatorio per un esame istologico.
Una volta esclusa la presenza di nidi di cellule maligne è essenziale rendere il paziente e i suoi familiari sempre più consapevoli dei molteplici aspetti della patologia esistente per ottenere la massima collaborazione che si traduce in controlli periodici (3-6 mesi).
L'importanza del “follow-up” programmato sta nel cogliere eventuali mutamenti dei tessuti per indirizzare tempestivamente il paziente verso terapie risolutive.
Nei casi a ridotto rischio di trasformazione esistono misure terapeutiche preventive che tendono a diminuire drasticamente i fattori in grado di determinare degenerazioni maligne. Sinteticamente: bisogna eliminare i fattori generali di rischio (fumo, alcool, spezie, carenze vitaminiche, diabete, epatopatie, esposizioni prolungate al sole), è importante, inoltre, la bonifica orale di traumi o infiammazioni croniche.
In quest'ottica l'informazione assume un'importanza capitale, la visita periodica dal chirurgo maxillo-facciale o dall'odontoiatra permette di individuare e, quindi, eliminare tempestivamente quelle situazioni a rischio, quali i microtraumi da protesi incongrue, radici, bordi taglienti di denti cariati, carenze d'igiene ed infezioni micotiche.
L'infiammazione cronica determinata da denti fratturati o da protesi non perfettamente lisce e sagomate, si ipotizza, possa stimolare lo sviluppo di tessuti con alterazioni displastiche e quindi dare il la per l'inizio di un'eventuale neoplasia.
Ovviamente, lo stimolo irritativo, causato dalle situazioni esposte, deve essere di lunga durata per portare a cambiamenti tissutali, quindi la prevenzione che il paziente deve effettuare si riassume nella semplice visita di controllo periodica da un professionista esperto in materia.
Un discorso a parte merita l'irraggiamento del sole, che se avviene in un periodo limitato apporta i ben noti benefici, ma che può essere pericoloso in caso di incontrollate esposizioni.
Esistono categorie professionali (gente di mare) direttamente esposte a sviluppare neoplasie del labbro inferiore, ma anche le persone che si espongono esageratamente alla luce solare o alle lampade abbronzanti devono cautelarsi con creme protettive che impediscano il passaggio di radiazioni nocive per la pelle e le labbra in particolare.
L'asportazione chirurgica della lesione precancerosa è sempre consigliata, ma, nelle forme a basso rischio può essere procrastinata, mentre è obbligatoria nelle lesione a più alto grado di displasia.
Nonostante l'apparente semplicità di intercettare lesioni precancerose del cavo orale, proprio per la facilità anatomica d'accesso e d'ispezione, i tumori maligni del cavo orale e l'alta mortalità di queste forme sono lungi dall'essere debellati. I tumori del cavo orale se intercettati tempestivamente e trattati da un chirurgo maxillo-facciale o da un odontoiatra hanno prospettive di risoluzione ottime, ma tutto ciò si può ottenere unicamente con una prevenzione capillare e costante.

## Eventi scientifici
Il congresso congiunto dell’American Academy of Oral Medicine (Aaom) e della European Association of Oral Medicine (Eaom) è il più importante evento mondiale dedicato alla medicina e patologia orale.